# František Berchtold
František Berchtold (ur. 25 czerwca 1730 w Trnawie, zm. 14 sierpnia 1793 w Bańskiej Bystrzycy) – słowacki duchowny katolicki, pierwszy biskup ordynariusz bańskobystrzycki od 1776 roku.

## Życiorys
Urodził się w 1730 roku w Trnawie w rodzinie baronów Ungerschütz. Został przeznaczony do stanu duchownego. Po ukończeniu seminarium duchownego otrzymał w 1753 roku święcenia kapłańskie. 15 stycznia 1776 roku po utworzeniu przez papieża Piusa VI diecezji bańskobystrzyckiej, został mianowany na jej pierwszego ordynariusza. Jego konsekracja biskupia miała miejsce 13 października tego samego roku.
Był świetnym organizatorem nowej diecezji. Założył wiele nowych parafii na których uposażenie przeznaczał własne fundusze oraz korzystał z pomocy finansowej swojej szlacheckiej rodziny. W stolicy nowej diecezji wybudował również pałac biskupi. W późniejszym okresie proponowano mu objęcie bogatszego biskupstwa w Györ, jednak nie zdecydował się na opuszczenie swojej diecezji tak jak i na połączenie go z diecezjami: spiską czy rożnawską. Zmarł w 1793 roku w Bańskiej Bystrzycy i został pochowany w miejscowej katedrze.